# Burg Dürkheim
Burg Dürkheim ist eine abgegangene Burg in Bad Dürkheim im gleichnamigen Landkreis im Süden von Rheinland-Pfalz.

## Lage
Die Burg befand sich an der Stelle der heutigen Burgkirche auf einer leichten Anhöhe am Südrand des historischen Stadtkerns.

## Geschichte
Die Erbauungszeit der Burg lässt sich nur durch ein seit dem Ende des 12. Jahrhunderts belegtes Geschlecht vermuten (um 1190 Meinhardus de Durinckeim et frater suus Adelgerus; 1203 Meinhard de Durinkheim), welches bis ins 14. Jh. urkundlich nachweisbar ist und Leiningische Burgmänner stellte. 1344 gelangte die Burg in Pfandbesitz der Linie Leiningen-Hardenburg, doch die Besitzverhältnisse blieben wechselhaft bis 1360 ein Burgfrieden geschlossen wurde, der auch die ummauerte Stadt umfasste und bis zum Ende des 18. Jahrhunderts Bestand hatte. Ab 1360 erfolgte ein verstärkter Ausbau der Burg, die seitdem zugleich Gerichtsort war. 1471 wurde die Burg im Krieg mit Kurfürst Friedrich dem Siegreichen von der Pfalz zerstört und vermutlich um 1520 wiederaufgebaut ohne ihre ursprüngliche Bedeutung wiederzuerlangen. Die Endgültige Zerstörung erfolgte 1689 im Pfälzischen Erbfolgekrieg. 1725 überließen die Grafen von Leiningen die verfallenen Reste der reformierten Kirchengemeinde zum Bau der heutigen Burgkirche, die gleichzeitig ihre Residenz ins Neue Schloss verlegten.

## Anlage
Über das genaue Aussehen der mittelalterlichen Burg lassen sich nur wenige Angaben machen. Der Stich von Matthäus Merian zeigt das Aussehen der Burg um 1640. In einer Ortsbeschreibung von 1600 und einer Inventarliste von 1567 werden ein Burggraben, eine Ringmauer sowie ein Torhaus genannt. Auf dem Merian-Stich ist ein runder Bergfried mit Kuppeldach und Laterne zu sehen, dem sich ein fast gleichhohes Hauptgebäude anschloss. Nach Rechnungen von 1452 beherbergte der Palas im Erdgeschoss einen Saal und zwei große Stuben. Darüber hinaus bestand ein „Neuer Bau“ mit großer Stube und zwei Kammern. Außerdem werden eine Schneiderey mit Speicher, Gesindehaus, Küche, Pferdestall sowie Kelterhaus genannt. Die letzten heute noch sichtbaren Überreste der Burg sind die Reste zweier Rundtürme in der Marktgasse 1 und 7.